# Llop de crinera
El llop de crinera (Chrysocyon brachyurus) és un cànid sud-americà i l'única espècie vivent del gènere Chrysocyon. Estudis recents han demostrat que no té una relació propera amb els altres cànids actuals, i es creu que és un dels «supervivents» dels grans mamífers sud-americans del Plistocè.
És el major dels cànids de Sud-amèrica. És inofensiu per als humans i el bestiar; tot i així, l'ocupació del seu hàbitat i la caça l'han reduït a zones aïllades. Està registrat a l'Apèndix II de la llista d'espècies protegides de la CITES (Convenció sobre el Comerç Internacional d'Espècies Amenaçades de Fauna i Flora Silvestres).

## Nom
El nom aguará guazú vol dir 'guineu grossa' en guaraní. També se'l coneix com a:
- lobo-guará
- guará
- aguará
- aguaraçu
- lobo-de-crina
- lobo-de-juba
- lobo-vermelho
- aguará
- aguará guazú
- borochi
- lobo de crin
- lobo de los esteros
- lobo colorado
- mbuaravachú (al Paraguai)

## Taxonomia
L'aguará guazú, tot i tenir-hi evidents semblances en l'aspecte, no està estretament relacionat amb cap altre cànid existent. No es tracta d'una guineu, un llop, un coiot, un gos, o un xacal. Es tracta d'un animal diferent, pertanyent això sí, a la mateixa família dels anteriorment esmentats.

## Hàbitat
Habita en zones inundables, amb prats i pastures. Ocasionalment també viu en zones selvàtiques. Pel que fa a la seva situació geogràfica, se'l pot trobar a la Provincia de Corrientes a l'Argentina, al sud del Brasil i el Paraguai i a l'extrem est de Bolívia. Al segle passat varen extingir-se els exemplars situats a la República de l'Uruguai i a la zona argentina de Río de la Plata.